# Eric Worrell
Eric Arthur Frederic Worrell (27 oktober 1924 – 13 juli 1987) was een Australisch natuuronderzoeker, herpetoloog en schrijver. Als leverancier van slangengif speelde hij een belangrijke rol bij de productie van tegengiffen in Australië.

## Biografie
Worrell werd in 1924 in Granville, een voorstad van Sydney, geboren als zoon van een taxichauffeur en handelaar. Hij ging naar een lokale jongensschool, maar verliet deze toen hij dertien jaar oud was. Op zijn tiende toonde hij reeds interesse in dieren en hij hield thuis reptielen en andere dieren, daartoe aangemoedigd door zijn ouders en door George Cann, de slangenman van La Perouse. Na het verlaten van school werkte Worrell enkele jaren op wisselende plaatsen in New South Wales. Tijdens de Tweede Wereldoorlog was hij als smid betrokken bij de bouw van kustbatterijen rond Darwin. Ook werkte hij enige tijd in de militaire bouw, nabij Katherine, waar hij tijd had om zich in de lokale natuur te verdiepen.
Na de oorlog verzamelde Worrell bijzondere dieren voor musea en dierentuinen en schreef hij artikelen voor verscheidene natuurbladen. In 1949 opende hij het Ocean Beach Aquarium in Umina Beach in de regio Central Coast. Vanaf 1951 leverde hij gif van de Australische tijgerslang aan de Commonwealth Serum Laboratories, een instelling voor de productie van tegengiffen en vaccins. Later voegde hij daar andere giffen aan toe, zoals dat van de taipan en van de Australische tunnelspin. Worrell zou later de belangrijkste leverancier van giffen aan het CSL worden. In 1955 ontving hij van het lab een van de weinige eerste doses van Taipan-tegengif, uit erkenning voor het gevaar van zijn werk.
In 1958 kocht Worrell een stuk land in Wyoming, waar hij in 1959 het Australian Reptile Park opende. Daar molk hij ook slangen voor publiek. Vanuit deze dierentuin werden, en worden thans nog, grote hoeveelheden dierlijke gifstoffen geleverd aan verscheidene laboratoria. Na 1964 echter werd het overgrote deel van de productie overgeheveld naar noord Australië, waar gifslangen makkelijker in leven konden worden gehouden vanwege het warmere klimaat. John McLoughlin ontwikkelde zich daar tot de belangrijkste leverancier van Worrell. 
In 1985 werd Worrell geplaagd door persoonlijke, medische en financiële perikelen. Hij trachtte zijn dierentuin te verkopen, maar werd door anderen financieel bijgestaan. Worrell overleed in 1987 aan een hartinfarct.

### Privé
Worrell was twee maal getrouwd. In 1948 trouwde hij met Rene Carol Hawkins, met wie hij drie kinderen kreeg. Het paar scheidde in 1971, waarna Worrell in 1973 hertrouwde met Robyn Beverley Innes. Zij scheidden in 1985.

## Erkenning
Een getekend portret van Worrell uit 1964 bevindt zich in de National Gallery of Australia. In 1970 werd Worrell opgenomen in de Orde van het Britse Rijk, in erkenning voor zijn rol als redder van levens bij de productie van dierlijke gifstoffen. In 2010 werd een biografie over hem geschreven onder de titel Snake Bitten.
- Australian Dictionary of Biography: worrell-eric-arthur-frederic-15631
- Gemeinsame Normdatei: 1267009772
- International Standard Name Identifier: 0000 0000 6360 4363
- Library of Congress Control Number: n85802346
- Nationale Bibliotheek van Israël: 987007352994105171
- Nederlandse Thesaurus van Auteursnamen: 067638627
- Système universitaire de documentation: 124097790
- Virtual International Authority File: 23606491
- WorldCat: E39PBJwCX6CkGhHdM7M4bTqWjC